# Абсалямов, Муслим Бахтиярович
Мусли́м Бахтия́рович Абсаля́мов (баш. Мөслим Бәхтейәр улы Әбсәләмов; 12 июня 1932, с. Юлдыбаево, Башкирская АССР — 5 июля 2009, Уфа) — башкирский писатель, педагог. Заслуженный учитель школы БАССР (1983), Отличник народного просвещения РСФСР.

## Биография
В 1952 году окончил Орский учительский (педагогический) институт. В 1952—1992 годы работал учителем в Юлдыбаевской средней школе. В 1963 году окончил Башкирский государственный университет (ныне Уфимский университет науки и технологий).
Умер 5 июля 2009 в Уфе, похоронен в родном селе.

### Семья
Дочери — Светлана и Лейсан Абсалямовы.

## Творчество
Первый сборник рассказов «Тәүге бүләк» («Первый подарок») вышел в 1976. Затем последовали сборники повестей и рассказов «Куцее детство» (1981), «Стежки-дорожки» (1989), «Вершины» (1994), «Все люди родные» (1993). В 1997 году издал книгу сатирических рассказов «Выше голову», в последние годы жизни завершил исторический роман-эпопею «Учитель медресе».
Член Союза писателей Республики Башкортостан с 1992 года.

### Избранные сочинения
- Бөтә кешеләр ҙә бер туған: әкиәт. — Өфө, 1993.
- Абсалямов М. Б. Хальфа : роман и повесть (баш.). — Уфа : Китап, 2008. — 464 с. : портр. — ISBN 978-5-295-04388-8

## Память
На здании школы в Юлдыбаево установлена мемориальная доска (2012).

С 15.04.2024 школа переименована в "Средняя общеобразовательная школа имени Абсалямова Муслима Бахтияровича с. Юлдыбаево"